# Woodside Quarter
Woodside Quarter var en civil parish från 1866 till 1887 då den blev en del av Wigton cum Woodside, i grevskapet Cumberland (nu Cumbria), i England. Denna civil parish var belägen 13 km från Carlisle och hade 589 invånare år 1881.